# 松田道一
松田 道一（まつだ みちかず、1876年〈明治9年〉3月14日 - 1946年〈昭和21年〉1月20日）は、日本の外交官。駐イタリア大使、駐オランダ公使。学位は、法学博士。

## 経歴
判事・弁護士の松田道夫の長男として東京府に生まれる。1900年（明治33年）に東京帝国大学法科大学法律科を卒業し、翌年に高等文官試験に合格し、また判事検事登用試験にも合格して検事となった。1902年（明治35年）、外務省参事官に転じ、翻訳官を経て、ベルギー公使館三等書記官を務めた。1913年（大正2年）、外務省政務局第二課長となり、通商局長事務取扱、条約局長、国際連盟帝国事務局長・フランス大使館参事官を歴任した。1925年（大正14年）、駐オランダ公使となり、翌年に駐イタリア大使に転じた。1930年（昭和5年）より外務書記官・条約局長を務めた。
退官後は宮内省御用掛となった。太平洋戦争中は昭和天皇に定期的に御進講を行い、外交情勢を伝えていたとされる。その他、日伊協会理事長・副会長を務めた。

## 家族
- 父：松田道夫 - 判事、弁護士
  - 妹：ひろ - 那須章弥の妻。那須章弥（1881 - 1934）は東京帝国大学工科大学土木科を卒業し、川崎製鉄の繁栄を支えた土木技術者だったが、1933年に会社と揉めて解職され、翌年拳銃自殺した[5][6]。
- 妻：すて - 長谷川泰の娘[7]

## 栄典
- 1929年（昭和4年）9月2日 - 従三位[8]
- 1940年（昭和15年）8月15日 - 紀元二千六百年祝典記念章[9]

## 登場作品
- 「発見 昭和天皇御進講メモ～戦時下 知られざる外交戦～」（NHKスペシャル、2023年8月7日） - 演：長塚京三